# Finnischer Fußballpokal 1981
Der Finnische Fußballpokal 1981 (finnisch Suomen Cup 1981) war die 27. Austragung des finnischen Pokalwettbewerbs. Er wurde vom finnischen Fußballverband ausgetragen. Das Finale fand am 17. Oktober 1981 im Töölön Pallokenttä von Helsinki statt.
Pokalsieger wurde HJK Helsinki. Das Team setzte sich im Finale gegen Kuusysi Lahti mit 4:0 durch. Da HJK auch die Meisterschaft gewann, war der unterlegene Finalist für den Europapokal der Pokalsieger qualifiziert. Titelverteidiger Kotkan Työväen Palloilijat war in der 1. Runde gegen den späteren Finalisten ausgeschieden.
Alle Begegnungen wurden in einem Spiel ausgetragen. Bei unentschiedenem Ausgang wurde das Spiel um zweimal 15 Minuten verlängert. Stand danach kein Sieger fest, folgte ein Elfmeterschießen.

## Teilnehmende Teams
Die Teilnahme war freiwillig. Insgesamt 299 Mannschaften hatten für den Pokalwettbewerb gemeldet. In der zweigeteilten 1. Runde nahmen einerseits 38 Teams der unteren Ligen sowie separat 24 Vereine der ersten und zweiten Liga teil. Deren Sieger stiegen erst wieder in der 8. Runde ein. In der zweiten Runde kamen noch 237 Mannschaften dazu.

## 1. Runde
|                                 | Ergebnis |                           |
| ------------------------------- | -------- | ------------------------- |
| Mestaruussarja und I divisioona |          |                           |
| FinnPa Helsinki                 | 0:3      | HJK Helsinki              |
| Haka Valkeakoski                | 3:0      | Turun Pyrkiä              |
| FF Jaro                         | 2:1      | Oulun Palloseura          |
| Jyväskylän Palloilijat-77       | 3:2      | Mikkelin Palloilijat      |
| Kotkan Työväen Palloilijat      | 1:2      | Kuusysi Lahti             |
| Kuopion PS                      | 2:0      | Kuopion Elo               |
| Mikkelin Pallo-Kissat           | 2:1      | Kuopion Pallotoverit      |
| Lahden Reipas                   | 5:0      | Myllykosken Pallo -47     |
| Rovaniemi PS                    | 2:1      | Oulun Työväen Palloilijat |
| Sepsi-78 Seinäjoki              | 0:2      | Ilves Tampere             |
| Turku PS                        | 2:0      | FC Honka Espoo            |
| Vasa IFK                        | 0:1      | Kokkolan Palloveikot      |
| Andere Clubs                    |          |                           |
| Helsingin Kullervo              | 7:0      | Jääpallo Helsinki         |
| Yolduz Helsinki                 | 2:7      | Liffen Helsinki           |
| Töölön Vesa                     | 3:2      | M-71 Helsinki             |
| Meisseli Helsinki               | 2:0      | FC Norssi Helsinki        |
| Karakallion Pallo               | 0:2      | Vantaan Pallo-70          |
| IF Sibbo-Vargarna               | 1:0      | I-HK Turnaus              |
| Turun Pallokerho                | 0:2      | Turun Weikot              |
| Östernäs IFK                    | 2:1      | Fram Saltvik              |
| Paimion Haka                    | 2:1      | Taalintehtaan Jäntevä     |
| Uotilan Työväen Urheilijat      | 0:4      | Pargas IF                 |
| Raision Palloseura              | 5:2      | Lamex Pallo Laitila       |
| Ruosniemen Visa                 | 3:0      | Valkealan Kajo            |
| Hirsilän Pyrkiä                 | 1:3      | Epilän Esa Tampere        |
| Haminan Pallo-Kissat            | 7:0      | Mussalon Oras             |
| Uus-Lavolan Peli-Pojat          | 1:5      | Imatran Pallo-Salamat     |
| Kajaanin Pallo-Pojat            | 4:1      | Paltamon Jyry             |
| Kajaanin Haka                   | 11:00    | Pyhännän Palloseura       |
| Kings SC Kuopio                 | 0:3      | Kuopion PK                |
| Jakobstads Into                 | 7:1      | Jaakon Pallo              |

## 2. Runde
|                               | Ergebnis              |                                |
| ----------------------------- | --------------------- | ------------------------------ |
| Socceri Helsinki              | 1:6                   | FC Kiffen 08 Helsinki          |
| Helsingin Pallo-Pojat         | 3:1 n. V.             | Pennini Helsinki               |
| Kallion PS                    | 3:2 n. V.             | Arsenal Helsinki               |
| Pajamäen Pallo-Veikot         | 2:1                   | Helsingin Kullervo             |
| Pellon Toverit                | 3:4                   | Katajanokan Urheilijat         |
| Käpylän Pallo                 | 1:1 n. V. (4:3 i. E.) | Trikiinit Helsinki             |
| Käpylän Urheilu-Veikot        | 1:8                   | Huopalahden Hurjat             |
| Suurmetsän Urheilijat         | 2:1                   | Liffen Helsinki                |
| Herttoniemen Toverit          | 6:2                   | Frisco Helsinki                |
| Pohjois-Haagan Urheilijat     | 9:0                   | Malmin Pallo                   |
| Drumsö IK Dicken              | 0:6                   | Helsingin Ponnistus            |
| Irrottelijat Helsinki         | 2:4                   | Töölön Vesa                    |
| Toukolan Teräs                | 0:5                   | Katajanokan Urheilijat         |
| Malmin Palloseura             | 1:1 n. V. (4:3 i. E.) | Meisseli Helsinki              |
| Makkabi Helsinki              | 3:0                   | Helsingin Palloseura           |
| IF Gnistan                    | 1:0                   | PK-35 Helsinki                 |
| Järvenpään PS                 | 1 3:0 1               | Kampin Pallo-50                |
| Esbo BK                       | 4:0                   | Haukilahden Pallo              |
| Team Grani Kauniainen         | 1:3                   | Vantaan Pallo-70               |
| Espoon Palloseura             | 1:2                   | Leppävaaran Pallo              |
| Peipparit Espoo               | 0:1                   | Grankulla IFK                  |
| By Night Hanko                | 0:1                   | BK-46 Karis                    |
| Lohjan Pallo                  | 0:4                   | Ekenäs IF                      |
| Karkkilan Urheilijat          | 0:2                   | Hangö IK                       |
| Porvoon Weikot                | 1:3                   | Porvoon Akilles                |
| HiVi Helsinki                 | 0:4                   | Porvoon Sakta Farten           |
| Taipalsaaren Pallo            | 0:7                   | Puotinkylän Valtti             |
| Kova Kamppi                   | 2:0                   | FC Viikingit                   |
| Kellokosken Alku              | 0:2                   | Tuusulan Palloseura            |
| Nateva Nurmijärvi             | 0:6                   | Tikkurilan PS                  |
| Nateva Nurmijärvi             | 0:6                   | Hyvinkään Apollo               |
| Keravan Pallo-75              | 1:0                   | IF Sibbo-Vargarna              |
| Turun Teräs                   | 1:4                   | Turun Weikot                   |
| Veijarit Turku                | 2:1                   | Salon Vilpas                   |
| IF Finströms Kamraterna       | 1:6                   | Sunds IF                       |
| Hammarlands IK                | 1:7                   | IFK Mariehamn                  |
| Jomala IK                     | 2:4                   | Östernäs IFK                   |
| ÅIFK Turku                    | 3:2                   | Hirvensalon Heitto             |
| Salon Palloilijat             | 4:2                   | Paimion Haka                   |
| Piikkiön Palloseura           | 3:2                   | Kaarinan Pojat                 |
| Turun Pallo                   | 1:2 n. V.             | Pargas IF                      |
| Yläneen Kiri                  | 0:7                   | Loimaan Palloseura             |
| Turun Toverit                 | 1:2                   | Raision Palloseura             |
| Uudenkaupungin Roima          | 2:1                   | Mynämäen Pallo -53             |
| Teljän Nousu                  | 1:2 n. V.             | Musan Salama                   |
| Nakkilan Nasta                | 4:0                   | Rauman Pallo                   |
| Pihlavan Tyoväen Urheilijat   | 5:5 n. V. (3:5 i. E.) | Porin Ässät                    |
| Porin Pallo-Toverit           | 2:4                   | Ruosniemen Visa                |
| Kissalan Pojat Tampere        | 2:2 n. V. (2:3 i. E.) | Epilän Esa Tampere             |
| Hervannan Urheilijat          | 0:4                   | Nokian Pyry JK                 |
| PP-70 Tampere                 | 4:3 n. V.             | Messukylän Toverit             |
| Mänttän Valo                  | 4:0                   | Korkeakosken Kisa-Urhot        |
| Sääksjärven Loiske            | 5:0                   | RRR Tampere                    |
| PS-44 Valkeakoski             | 3:1                   | Viialan Peli-Veikot            |
| Nekalan Pallo                 | 0:4                   | Tampereen Kisa-Toverit         |
| Pirkkalan Viri                | 3:3 n. V. (2:4 i. E.) | Tampereen Pallo-Veikot         |
| Iittalan Pallo                | 1:5                   | Hämeenlinnan Pallokerho        |
| Riihimäen Palloseura          | 10:10                 | Hausjärven PS                  |
| Urjalan Palloseura            | 1:0                   | Forssan Alku                   |
| Toijalan Pallo -49            | 4:0                   | Akaan Pallo                    |
| Lahden Peli-Veikot            | 0:9                   | Lahden Palloseura              |
| Tervakosken Pato              | 3:1                   | Orimattilan Pedot              |
| Lahden Sampo                  | 10:00                 | Mukkulan Pallo Lahti           |
| Nastolan Nopsa                | 2:1                   | Heinolan Palloilijat-47        |
| Kausalan Yritys               | 1:7                   | Voikkaan Pallo-Peikot          |
| HH-78 Kuusankoski             | 1:4                   | Sudet Kouvola                  |
| Joutseno Kataja               | 00:10                 | Lappeenrannan Pallo            |
| Kumu-Peikot Kuusankoski       | 5:1                   | Kajastus Kapiainen             |
| Kajaanin Hokki                | 1:4                   | Loviisan Riento                |
| Haminan Pallo-Kissat          | 0:1                   | Kotkan Jäntevä                 |
| Loviisan Tor                  | 1:3 n. V.             | Kotkan Peli-Karhut             |
| FC Kotka                      | 2:1                   | Kotkan PS                      |
| Kangasniemen Palloilijat      | 5:1                   | Ristiinan Urheilijat           |
| Mikkelin St. Michel           | 2:1                   | Porrassalmen Urheilijat -62    |
| JoJo Joutseno                 | 1:2                   | Joutsenon Kullervo             |
| Simpeleen Urheilijat          | 1:1 n. V. (5:4 i. E.) | Imatran Pallo-Salamat          |
| Kevätniemen Kehä              | 2:6                   | Juuan Palloseura               |
| Ilomantsin Pallo-75           | 4:1                   | Joensuun Palloseura            |
| Joensuun Pelitoverit          | 0:9                   | Karelian Pallo                 |
| Outokumpu Vesa                | 3:1                   | Lehmon Pallo-77                |
| Pallo-79 Kuhmo                | 0:5                   | Suomussalmen PS                |
| Kajaanin Palloilijat          | 2:0 n. V.             | Kajaanin Pallo-Pojat           |
| JoTa Kajaani                  | 0:2                   | Kajaanin Haka                  |
| Iisalmen Pallo-Veikot         | 3:1                   | Kalliosuon Sisu                |
| Rautavaaran Raiku             | 2:3                   | Pallo-Kerho 37                 |
| Nilsiän Pallo-Haukat          | 2:1 n. V.             | Toivalan Urheilijat            |
| Etelä-Kuopion Ilves           | 0:0 n. V. (3:4 i. E.) | Kuopion PK                     |
| Ristiinan Urheilijat          | 2:1                   | Tuusniemen Kisa                |
| Haapamäen Pallo-Pojat         | 0:1                   | Keuruun Pallo                  |
| Jämsän Pallo                  | 4:3 n. V.             | Jänsänkosken Ilves             |
| Blue Eyes Jyväskylä           | 0:2                   | Jyväskylän Pallokerho          |
| JYPPI Jyväskylä               | 2:1 n. V.             | Säynätsalon Riento             |
| Warkauden TP                  | 2:5                   | Warkauden Pallo -35            |
| Savon Pallo                   | 0:3                   | Suonenjoen Pallo -52           |
| Äänekosken Huima              | 4:1                   | Suolahden Urho                 |
| Vaajakosken Pallo             | 1:0                   | Vaajakosken Kuohu              |
| IF Pedersöre Pojkarna         | 2:9                   | Jakobstads BK                  |
| Larsmo BK                     | 2:1 n. V.             | IK Myran Nedervetil            |
| Esse IK                       | 0:3                   | Jakobstads Into                |
| Oravais IF                    | 3:1                   | Pensala UF                     |
| BK-46 Karis                   | 2:3                   | Vaasan Pallo-Veikot            |
| Vaasan PS                     | 12:00                 | Sparta Vaasa                   |
| Sundom IF                     | 0:4                   | Petalax IK                     |
| Malax IF                      | 00:11                 | Vaasan Sport                   |
| IK Kamp Närpiö                | 3:0                   | Perälän Nuorisoseura           |
| Kaskö IK                      | 3:1                   | FC Pörtom                      |
| Tjöck IK                      | 0:9                   | Lappfjärds BK                  |
| SK Unitas Helsinki            | 1:1 n. V. (4:3 i. E.) | IF Närpes Kraft                |
| Jalasjärven Jalas             | 1:3                   | Seinäjoki Sepsit               |
| TP-55 Seinäjoki               | 1:2 n. V.             | Lapuan Virkiä                  |
| Littoisten Työväen Urheilijat | 0:3                   | Seinäjoen Sisu                 |
| Teuvan Pallo                  | 4:1                   | Karhu Kauhajoki                |
| Rovaniemen Reipas             | 4:1                   | Rovaniemen Työväen Palloilijat |
| Kontio Kolari                 | 5:2                   | Pasmajärven Palloilijat        |
| Isokylän Pallo-Pojat          | 4:1                   | Malmin Wintiöt                 |
| Rovaniemen Pallo              | 12:20                 | Utajärven Kuohu                |
| Ihme Kemi                     | 1:2                   | Kemin Into                     |
| Kemin Palloseura              | 5:1                   | Karihaaran Tenho               |
| Tornion Wentit                | 1:3                   | Tornion Palloveikot            |
| Tornion Urheilijat            | 1:3                   | Tornion Pallo -47              |
| Tohmajärven Urheilijat        | 0:3                   | Kannuksen Ura                  |
| NoStars Kokkola               | 0:3                   | Kokkolan PS                    |
| Kokkolan Konkarit             | 1:5                   | Ykspihlajan Reima              |
| Kokkolan Jymy                 | 2 3:0 2               | Gamlakarleby BK                |
| Oulun Pallo-Pojat             | 0:1                   | Pelimiehet Oulu                |
| Iltatähti Oulu                | 1:0                   | Pateniemen Vesa                |
| Pateniemen Urheilijat         | 0:1                   | Pudasjärven Urheilijat         |
| Kellon Työväen Urheilijat     | 3:3 n. V. (4:3 i. E.) | Muhosken Voitto                |

## 3. Runde
|                          | Ergebnis              |                           |
| ------------------------ | --------------------- | ------------------------- |
| FC Kiffen 08 Helsinki    | 2:0                   | Helsingin Pallo-Pojat     |
| Kallion PS               | ?:?                   | Pajamäen Pallo-Veikot     |
| Katajanokan Urheilijat   | 1:3                   | Käpylän Pallo             |
| Huopalahden Hurjat       | 5:0                   | Suurmetsän Urheilijat     |
| Herttoniemen Toverit     | 2:4                   | Pohjois-Haagan Urheilijat |
| Helsingin Ponnistus      | 3:0                   | Töölön Vesa               |
| Kontulan Urheilijat      | 1:0                   | Malmin Palloseura         |
| Makkabi Helsinki         | 2:0                   | IF Gnistan                |
| Järvenpään PS            | 0:1                   | Esbo BK                   |
| Vantaan Pallo-70         | 4:2                   | Leppävaaran Pallo         |
| Grankulla IFK            | 4:2                   | BK-46 Raseborg            |
| Ekenäs IF                | 2:0                   | Hangö IK                  |
| Porvoon Akilles          | 1:1 n. V. (3:4 i. E.) | Porvoon Sakta Farten      |
| Puotinkylän Valtti       | 1:0                   | Kova Kamppi               |
| Tuusulan Palloseura      | 2:3                   | Tikkurilan PS             |
| Hyvinkään Apollo         | 4:1                   | Keravan Pallo-75          |
| Turun Weikot             | 4:0                   | Veijarit Turku            |
| Sunds IF                 | 1:2 n. V.             | IFK Mariehamn             |
| Östernäs IFK             | 1:4                   | ÅIFK Turku                |
| Salon Palloilijat        | ?:?                   | Piikkiön Palloseura       |
| Pargas IF                | 0:2                   | Loimaan Palloseura        |
| Raision Palloseura       | 1:2                   | Uudenkaupungin Roima      |
| Musan Salama             | 1:2                   | Nakkilan Nasta            |
| Porin Ässät              | ?:?                   | Ruosniemen Visa           |
| Epilän Esa Tampere       | 4:2                   | Nokian Pyry JK            |
| PP-70 Tampere            | ?:?                   | Mänttän Valo              |
| Sääksjärven Loiske       | 1:2                   | PS-44 Valkeakoski         |
| Tampereen Kisa-Toverit   | 2:2 n. V. (3:2 i. E.) | Tampereen Pallo-Veikot    |
| Hämeenlinnan Pallokerho  | 0:2                   | Riihimäen Palloseura      |
| Urjalan Palloseura       | 3:1 n. V.             | Toijalan Pallo -49        |
| Lahden Palloseura        | 4:2                   | Tervakosken Pato          |
| Lahden Sampo             | 3:1                   | Nastolan Nopsa            |
| Voikkaan Pallo-Peikot    | 1:3                   | Sudet Kouvola             |
| Lappeenrannan Pallo      | 2:1                   | Kumu-Peikot Kuusankoski   |
| Loviisan Riento          | 0:2                   | Kotkan Jäntevä            |
| Kotkan Peli-Karhut       | 1:0                   | FC Kotka                  |
| Kangasniemen Palloilijat | 3:2                   | Mikkelin St. Michel       |
| Joutsenon Kullervo       | 3:0                   | Simpeleen Urheilijat      |
| Juuan Palloseura         | 2:0                   | Ilomantsin Pallo-75       |
| Karelian Pallo           | 1:1 n. V. (4:3 i. E.) | Outokumpu Vesa            |
| Suomussalmen PS          | 0:2                   | Kajaanin Palloilijat      |
| Kajaanin Haka            | 4:3                   | Iisalmen Pallo-Veikot     |
| Pallo-Kerho 37           | 2:0                   | Nilsiän Pallo-Haukat      |
| Kuopion PK               | 2:1                   | Ristiinan Urheilijat      |
| Keuruun Pallo            | 1:3                   | Jämsän Pallo              |
| Jyväskylän Pallokerho    | 2:0                   | JYPPI Jyväskylä           |
| Warkauden Pallo -35      | 4:0                   | Suonenjoen Pallo -52      |
| Äänekosken Huima         | 3:0                   | Vaajakosken Pallo         |
| Jakobstads BK            | 2:4                   | Larsmo BK                 |
| Jakobstads Into          | 2:1                   | Oravais IF                |
| Vaasan Pallo-Veikot      | 1:2                   | Vaasan PS                 |
| Petalax IK               | 4:1                   | Vaasan Sport              |
| IK Kamp Närpiö           | 2:4                   | Kaskö IK                  |
| Lappfjärds BK            | 3:1                   | SK Unitas Helsinki        |
| Seinäjoki Sepsit         | 1:4                   | Lapuan Virkiä             |
| Seinäjoen Sisu           | 6:1                   | Teuvan Pallo              |
| Rovaniemen Reipas        | 1:2                   | Kontio Kolari             |
| Isokylän Pallo-Pojat     | 0:2                   | Rovaniemen Pallo          |
| Kemin Into               | 0:1 n. V.             | Kemin Palloseura          |
| Tornion Palloveikot      | 5:0                   | Tornion Pallo -47         |
| Kannuksen Ura            | 0:2                   | Kokkolan PS               |
| Ykspihlajan Reima        | 1:1 n. V. (3:4 i. E.) | Kokkolan Jymy             |
| Pelimiehet Oulu          | 0:1                   | Iltatähti Oulu            |
| Pudasjärven Urheilijat   | 2:1 n. V.             | Kellon Työväen Urheilijat |

## 4. Runde
|                           | Ergebnis              |                        |
| ------------------------- | --------------------- | ---------------------- |
| FC Kiffen 08 Helsinki     | 2:1                   | Kallion PS             |
| Käpylän Pallo             | 1:2                   | Huopalahden Hurjat     |
| Pohjois-Haagan Urheilijat | 1:2                   | Helsingin Ponnistus    |
| Kontulan Urheilijat       | 5:0                   | Makkabi Helsinki       |
| Esbo BK                   | 0:1 n. V.             | Vantaan Pallo-70       |
| Grankulla IFK             | 1:0                   | Ekenäs IF              |
| Porvoon Sakta Farten      | 1:3                   | Puotinkylän Valtti     |
| Tikkurilan PS             | 0:1                   | Hyvinkään Apollo       |
| Turun Weikot              | 0:1                   | IFK Mariehamn          |
| ÅIFK Turku                | 1:1 n. V. (2:4 i. E.) | Salon Palloilijat      |
| Loimaan Palloseura        | 1:0                   | Uudenkaupungin Roima   |
| Nakkilan Nasta            | 2:1                   | Porin Ässät            |
| Epilän Esa Tampere        | 2:3                   | PP-70 Tampere          |
| PS-44 Valkeakoski         | 4:1                   | Tampereen Kisa-Toverit |
| Riihimäen Palloseura      | 3:0                   | Urjalan Palloseura     |
| Lahden Palloseura         | 2:0                   | Lahden Sampo           |
| Sudet Kouvola             | 1:5                   | Lappeenrannan Pallo    |
| Kotkan Jäntevä            | 5:1                   | Kotkan Peli-Karhut     |
| Kangasniemen Palloilijat  | 1:2                   | Joutsenon Kullervo     |
| Juuan Palloseura          | 1:4                   | Karelian Pallo         |
| Kajaanin Palloilijat      | 1:2                   | Kajaanin Haka          |
| Pallo-Kerho 37            | 2:0                   | Kuopion PK             |
| Jämsän Pallo              | 2:5                   | Jyväskylän Pallokerho  |
| Warkauden Pallo -35       | 3:2                   | Äänekosken Huima       |
| Larsmo BK                 | 2:3                   | Jakobstads Into        |
| Vaasan PS                 | 2:0                   | Petalax IK             |
| Kaskö IK                  | 3:6                   | Lappfjärds BK          |
| Lapuan Virkiä             | 2:0                   | Seinäjoen Sisu         |
| Kontio Kolari             | 1:1 n. V. (3:4 i. E.) | Rovaniemen Pallo       |
| Kemin Palloseura          | 6:0                   | Tornion Palloveikot    |
| Kokkolan PS               | 1:0                   | Kokkolan Jymy          |
| Iltatähti Oulu            | 2:1                   | Pudasjärven Urheilijat |

## 5. Runde
|                       | Ergebnis              |                     |
| --------------------- | --------------------- | ------------------- |
| FC Kiffen 08 Helsinki | 0:4                   | Huopalahden Hurjat  |
| Helsingin Ponnistus   | 3:5                   | Kontulan Urheilijat |
| Vantaan Pallo-70      | 1:2                   | Grankulla IFK       |
| Puotinkylän Valtti    | 2:1 n. V.             | Hyvinkään Apollo    |
| IFK Mariehamn         | 1:0                   | Salon Palloilijat   |
| Loimaan Palloseura    | 3:1 n. V.             | Nakkilan Nasta      |
| PP-70 Tampere         | 0:7                   | PS-44 Valkeakoski   |
| Riihimäen Palloseura  | 2:1                   | Lahden Palloseura   |
| Lappeenrannan Pallo   | 1:2                   | Kotkan Jäntevä      |
| Joutsenon Kullervo    | 0:2                   | Karelian Pallo      |
| Kajaanin Haka         | 3:0                   | Pallo-Kerho 37      |
| Jyväskylän Pallokerho | 1:1 n. V. (5:3 i. E.) | Warkauden Pallo -35 |
| Jakobstads Into       | 1:4                   | Vaasan PS           |
| Lappfjärds BK         | 4:0                   | Lapuan Virkiä       |
| Rovaniemen Pallo      | 1:3                   | Kemin Palloseura    |
| Kokkolan PS           | 4:1                   | Iltatähti Oulu      |

## 6. Runde
|                    | Ergebnis              |                       |
| ------------------ | --------------------- | --------------------- |
| Huopalahden Hurjat | 0:2                   | Kontulan Urheilijat   |
| Grankulla IFK      | 0:2                   | Puotinkylän Valtti    |
| IFK Mariehamn      | 2:0                   | Loimaan Palloseura    |
| PS-44 Valkeakoski  | 1:4                   | Riihimäen Palloseura  |
| Kotkan Jäntevä     | 1:5                   | Karelian Pallo        |
| Kajaanin Haka      | 1:0                   | Jyväskylän Pallokerho |
| Vaasan PS          | 1:1 n. V. (5:3 i. E.) | Lappfjärds BK         |
| Kemin Palloseura   | 5:1                   | Kokkolan PS           |

## 7. Runde
|                     | Ergebnis |                      |
| ------------------- | -------- | -------------------- |
| Kontulan Urheilijat | 0:2      | Puotinkylän Valtti   |
| IFK Mariehamn       | 2:1      | Riihimäen Palloseura |
| Karelian Pallo      | 2:3      | Kajaanin Haka        |
| Vaasan PS           | 0:2      | Kemin Palloseura     |

## 8. Runde
Die Sieger der 1. Runde zwischen den Teams der Mestaruussarja und I divisioona stiegen in dieser Runde wieder ein.
|                       | Ergebnis              |                           |
| --------------------- | --------------------- | ------------------------- |
| Turku PS              | 7:0                   | Jyväskylän Palloilijat-77 |
| HJK Helsinki          | 2:1                   | Kokkolan Palloveikot      |
| Mikkelin Pallo-Kissat | 4:0                   | Lahden Reipas             |
| Kemin Palloseura      | 3:1                   | Kajaanin Haka             |
| Kuopion PS            | 3:1                   | Haka Valkeakoski          |
| FF Jaro               | 1:1 n. V. (3:4 i. E.) | Rovaniemi PS              |
| IFK Mariehamn         | 2:0                   | Puotinkylän Valtti        |
| Kuusysi Lahti         | 3:3 n. V. (4:2 i. E.) | Ilves Tampere             |

## Viertelfinale
|                       | Ergebnis  |                  |
| --------------------- | --------- | ---------------- |
| Turku PS              | 0:1 n. V. | HJK Helsinki     |
| Mikkelin Pallo-Kissat | 2:3       | Kemin Palloseura |
| Kuopion PS            | 1:0       | Rovaniemi PS     |
| IFK Mariehamn         | 0:3 n. V. | Kuusysi Lahti    |

## Halbfinale
|              | Ergebnis  |                  |
| ------------ | --------- | ---------------- |
| HJK Helsinki | 3:2 n. V. | Kemin Palloseura |
| Kuopion PS   | 0:3       | Kuusysi Lahti    |

## Finale
| Paarung        | HJK Helsinki – Kuusysi Lahti |
| Ergebnis       | 4:0 (2:0) |
| Datum          | 17. Oktober 1981 um 14:00 Uhr (13:00 Uhr MEZ) |
| Stadion        | Töölön Pallokenttä, Helsinki |
| Zuschauer      | 5.063 |
| Schiedsrichter | Juhani Smolander |
| Tore           | 1:0 Atik Ismail (5.) 2:0 Atik Ismail (12.) 3:0 Atik Ismail (54.) 4:0 Jari Parikka (64.) |
| HJK Helsinki   | Eingesetzte Spieler: Eero Virta – Olli Isoaho, Kalle Niemi, Ari Lehkosuo, Jari Europaeus, Jouko Soini, Juha Dahllund, Jari Rantanen, Pasi Rasimus, Atik Ismail, Pasi Jaakonsaari, Jari Parikka, Martti Holopainen |